# Alexander Calder

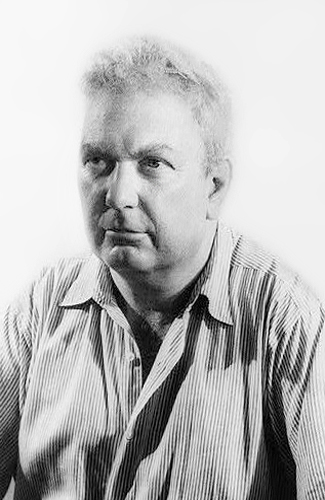
Alexander Calder auf einer Fotografie von Carl Van Vechten, 1947

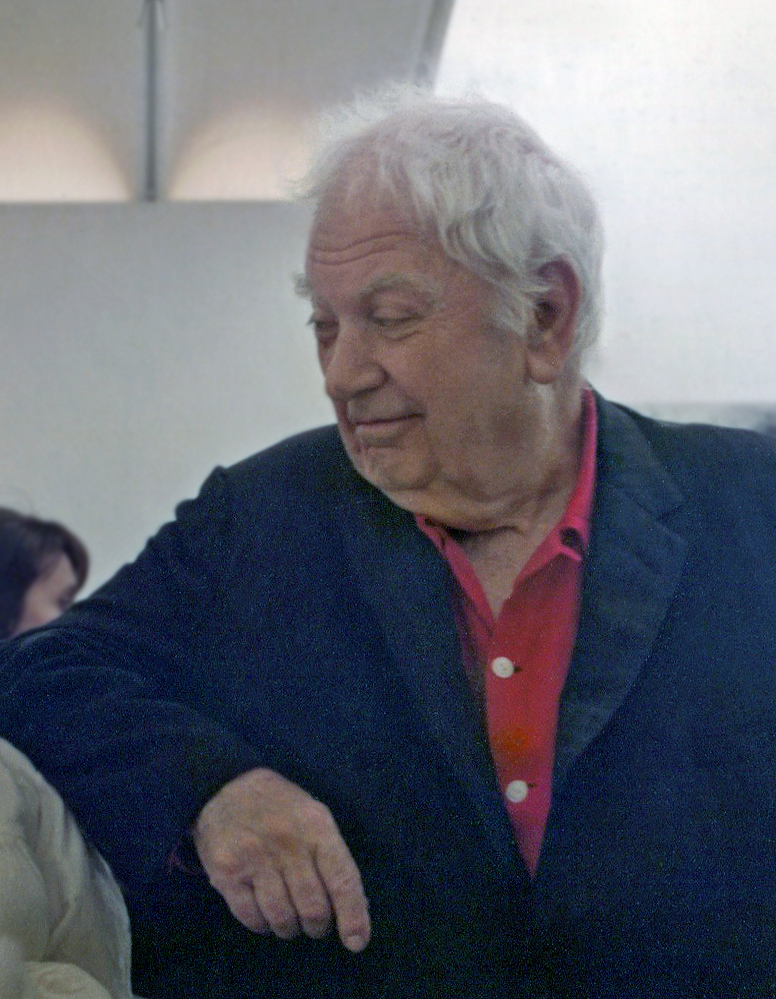
Alexander Calder in der Fundació Joan Miró, 1968

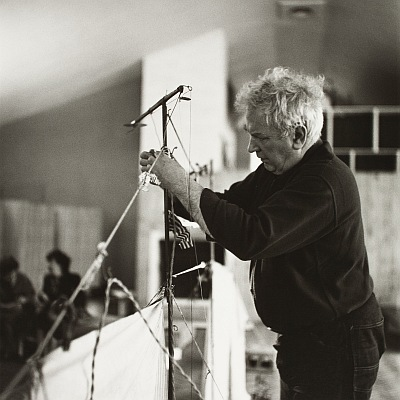
Alexander Calder bei der Vorführung des Cirque Calder, 1951

Alexander Calder (* 22. Juli 1898 in Lawnton, Pennsylvania; † 11. November 1976 in New York) war ein US-amerikanischer Bildhauer der Moderne. Ein Großteil seines Werkes ist der kinetischen Kunst zuzuordnen. Er gilt als Erfinder des Mobiles.

## Leben und Werk
Alexander Calder stammte aus einer bedeutenden Bildhauerfamilie. Sein Großvater Alexander Milne Calder gestaltete die 250 Figuren der City Hall von Philadelphia, und auch sein Vater Alexander Stirling Calder war ein bekannter Bildhauer. Seine Mutter Nanette (geb. Lederer; 1866–1960), war Malerin. Alexander Calder begann seine künstlerische Arbeit als Autodidakt, indem er neben seiner Berufstätigkeit, unter anderem als Schiffsheizer, Landschaften malte. Von 1915 bis 1919 absolvierte Calder ein Ingenieurstudium am Stevens Institute of Technology in Hoboken, New Jersey, bevor er von 1923 bis 1926 Zeichen- und Malkurse an der Art Students League in New York belegte und von 1924 bis 1926 als Zeichner bei der Zeitschrift The National Police Gazette sein Geld verdiente.
Calder ging 1926 nach Paris, besuchte hier die Académie de la Grande Chaumière und lernte andere zeitgenössische Künstler kennen, unter anderem Piet Mondrian und Fernand Léger. 1927 entstanden hier seine erste Holzskulptur, sein erstes bewegliches Spielzeug und seine ersten beweglichen Drahtkonstruktionen, „sowie der berühmte Zirkus, eine aus verschiedenen Materialien erstellte Spielzeugmanege voller Draht-Akrobaten, mit denen Calder ganze Aufführungen für Freunde gestaltete.“ Aus der Begegnung mit Piet Mondrian erwuchsen seine ersten Mobiles, die scheinbar nicht der Schwerkraft unterliegen. Mit ihnen wurde er schließlich bekannt und hatte 1931 eine erste größere Ausstellung in Paris. Er war seit 1932 Mitglied der Künstlergruppe Abstraction-Création, die Einfluss auf seine Entwicklung hin zur Abstraktion hatte.
Im Juni 1929 lernte er an Bord des französischen Ozeandampfers De Grasse auf dem Weg von New York nach Paris Louisa Cushing James (1905–1996) kennen, eine Großnichte von Henry James und William James. Sie heirateten am 17. Januar 1931 in Paris und bekamen zwei Töchter, Sandra Calder Davidson (* 1935) und Mary Calder Rower (1939–2011).
1933 siedelte Calder nach Roxbury/Connecticut über, wo er 1934 das erste für den Außenraum konzipierte Mobile anfertigte, daneben aber auch erste abstrakte Großskulpturen. Ein wichtiges Anliegen war ihm, ausgehend von Bemühungen von Marcel Duchamp – dieser taufte „die mit Hand- oder Motorantrieb betriebenen bewegten Konstruktionen von Calder ‚Mobiles‘“ – und anderen, Abstraktion und Bewegung miteinander zu verbinden. Neben seinen Mobiles, die durch die Luftzirkulation bewegt werden, konstruierte er auch von Motoren angetriebene Skulpturen. Für die Weltausstellung 1937 in Paris baute er für den spanischen Pavillon einen Quecksilberspringbrunnen zum Gedenken an die Todesopfer des Quecksilberabbaus. Weitere Werke im spanischen Pavillon waren unter anderem die Wandbilder von Pablo Picasso mit dessen weltbekanntem Guernica sowie Le Faucheur (Der Schnitter) von Joan Miró, das als verschollen gilt. Heute befindet sich Calders Brunnen in der Fundació Joan Miró.

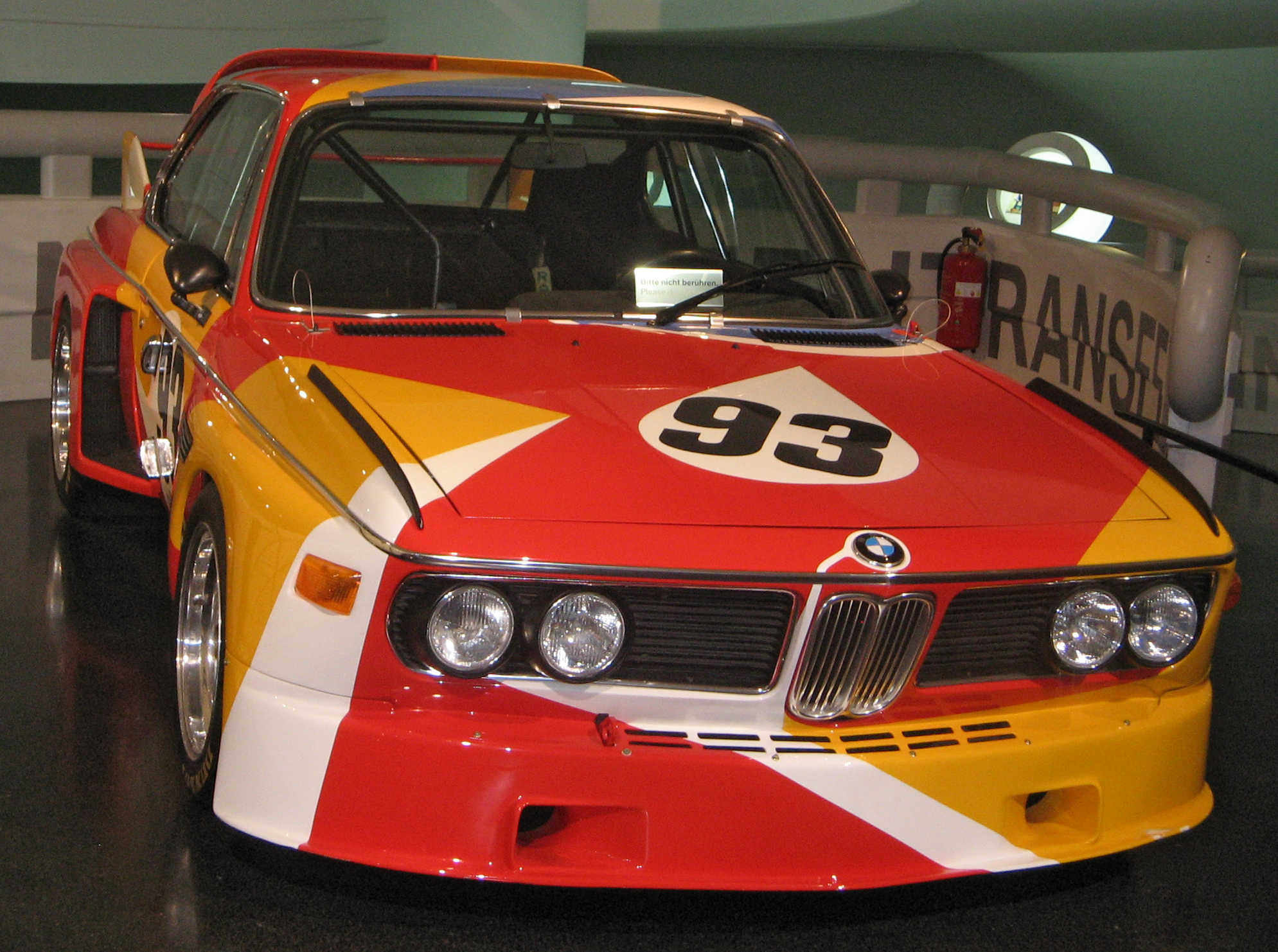
BMW 3.0 CSL, 1975 im Design von Calder

Im Juni 1952 fand in der Wuppertaler Galerie Parnass Calders erste Einzelausstellung Calder Mobile in Deutschland statt.
Alexander Calder zählt zu den Hauptvertretern der kinetischen Plastik. Von dem lebenslangen und konstruktiven künstlerischen Austausch mit seinem Freund Joan Miró zeugen zahlreiche Querverweise in den Werken der beiden Künstler.
Alexander Calder war Teilnehmer der documenta 1 (1955), der documenta II (1959) und der documenta III im Jahr 1964 in Kassel. 1959 wurde er in die American Academy of Arts and Sciences und 1960 in die American Academy of Arts and Letters gewählt.
1975 gestaltete er einen Rennwagen für BMW, das erste BMW Art Car.

## Die Calder Foundation
Seit 1987 wird der künstlerische Nachlass Calders von der in New York ansässigen Calder Foundation betreut, die über eine große Privatsammlung verfügt. Die gemeinnützige Familienstiftung sieht ihre Hauptaufgabe in der Katalogisierung des Gesamtwerks sowie der Organisation von posthumen Ausstellungen des Künstlers. Im Zusammenhang mit der Vergabe von Inventarnummern – die geschätzte Gesamtzahl liegt bei ca. 22.000 Werken – kam es wiederholt zu rechtlichen Auseinandersetzungen mit Kunsthändlern um die „Echtheit“ einiger Objekte.

## Ausstellungen
- 1929: Drahtfiguren, Berlin[7]
- 1993: Doppelausstellung Die großen Skulpturen/Der andere Calder, Bundeskunsthalle, Bonn[8]
- 2013: Alexander Calder – Avantgarde in Bewegung, Kunstsammlung Nordrhein-Westfalen, Düsseldorf. Katalog mit DVD.
- 2013/2014: Calder and Abstraction: From Avant-Garde to Iconic, Los Angeles County Museum of Art.[9]
- 2014: Alexander Calder in the Rijksmuseum Summer Sculpture Garden., Rijksmuseum, Amsterdam.[10]
- 2016: Alexander Calder & Fischli/Weiss, Fondation Beyeler, Riehen, 29. Mai bis 4. September 2016. Katalog.
- 2021/2022: Alexander Calder. Minimal / Maximal, Neue Nationalgalerie, Berlin, 22. August 2021 bis 13. Februar 2022

## BildergalerieSkulpturen

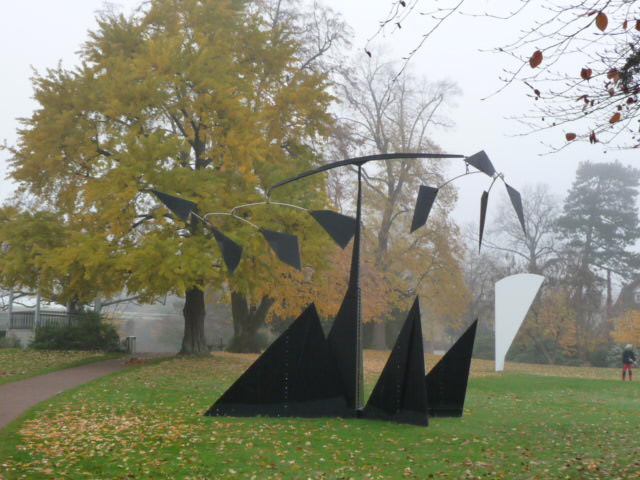
Skulpturen von Alexander Calder (vorne) und Ellsworth Kelly im Park der Fondation Beyeler, Riehen
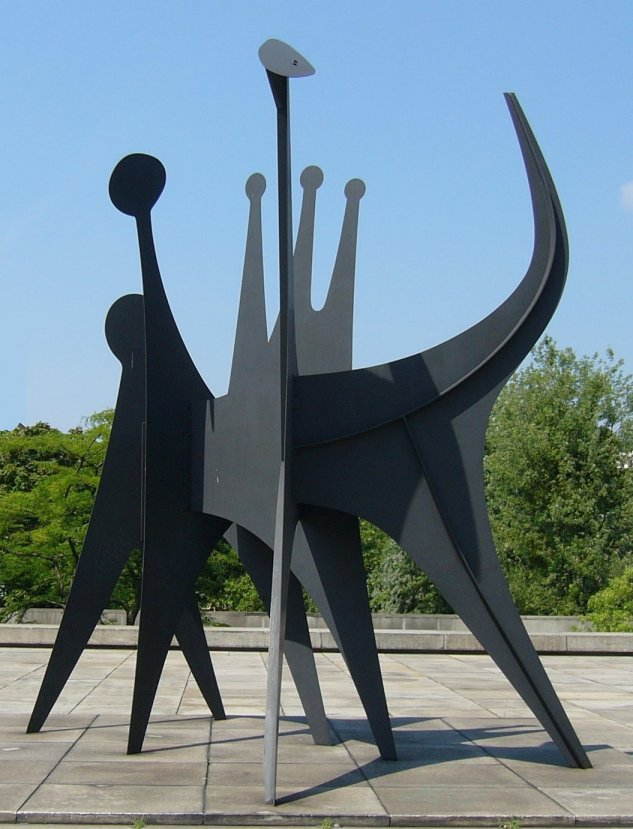
Têtes et Queue (1965), Stahlstabile Neue Nationalgalerie, Berlin
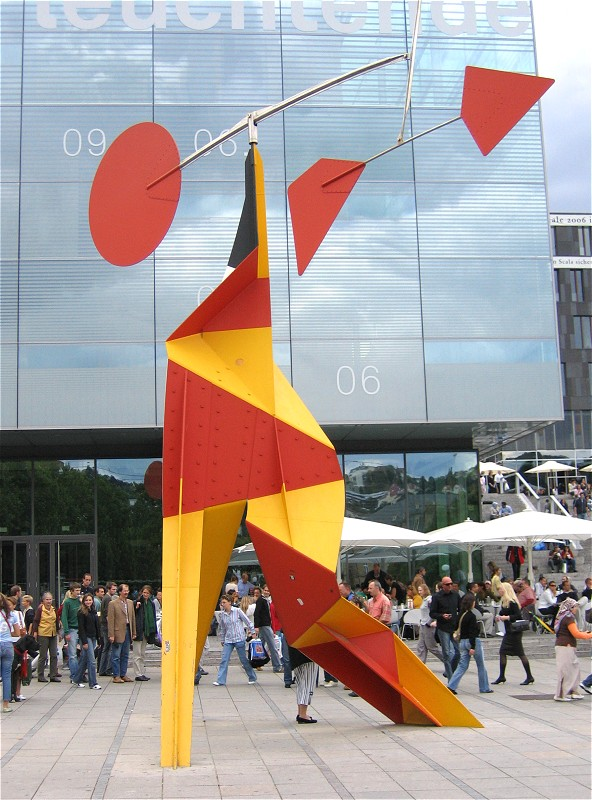
Crinkly avec disc rouge (1973) Schlossplatz in Stuttgart
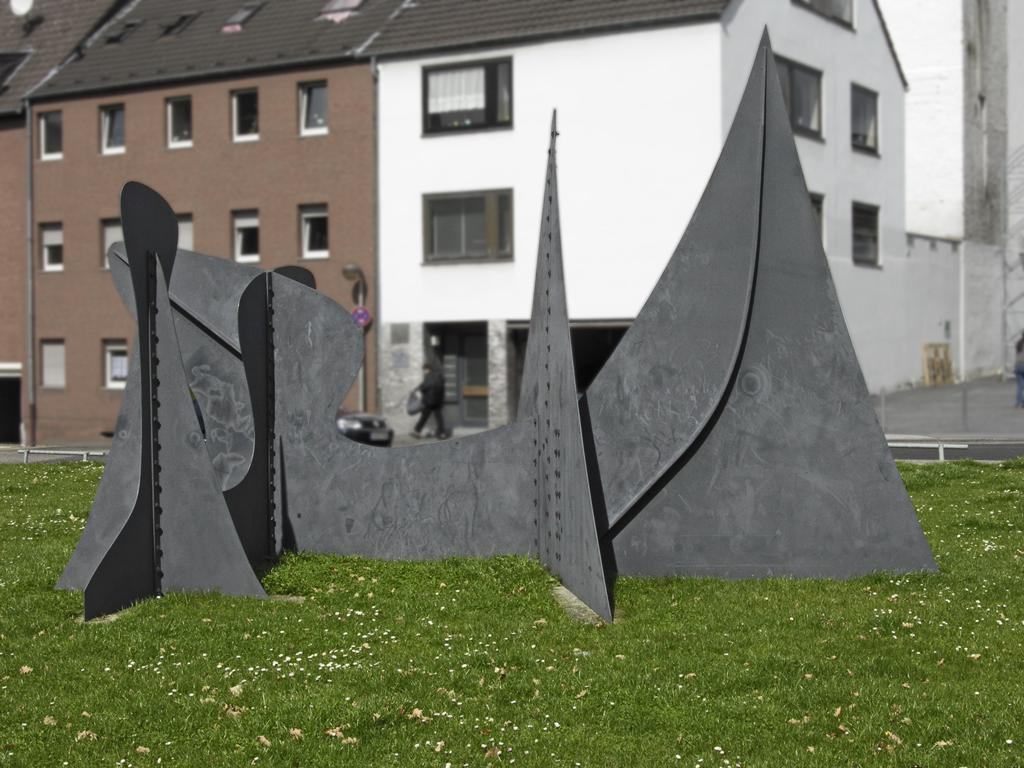
Pointes et Courbes (1970) Skulpturengarten Museum Abteiberg, Mönchengladbach
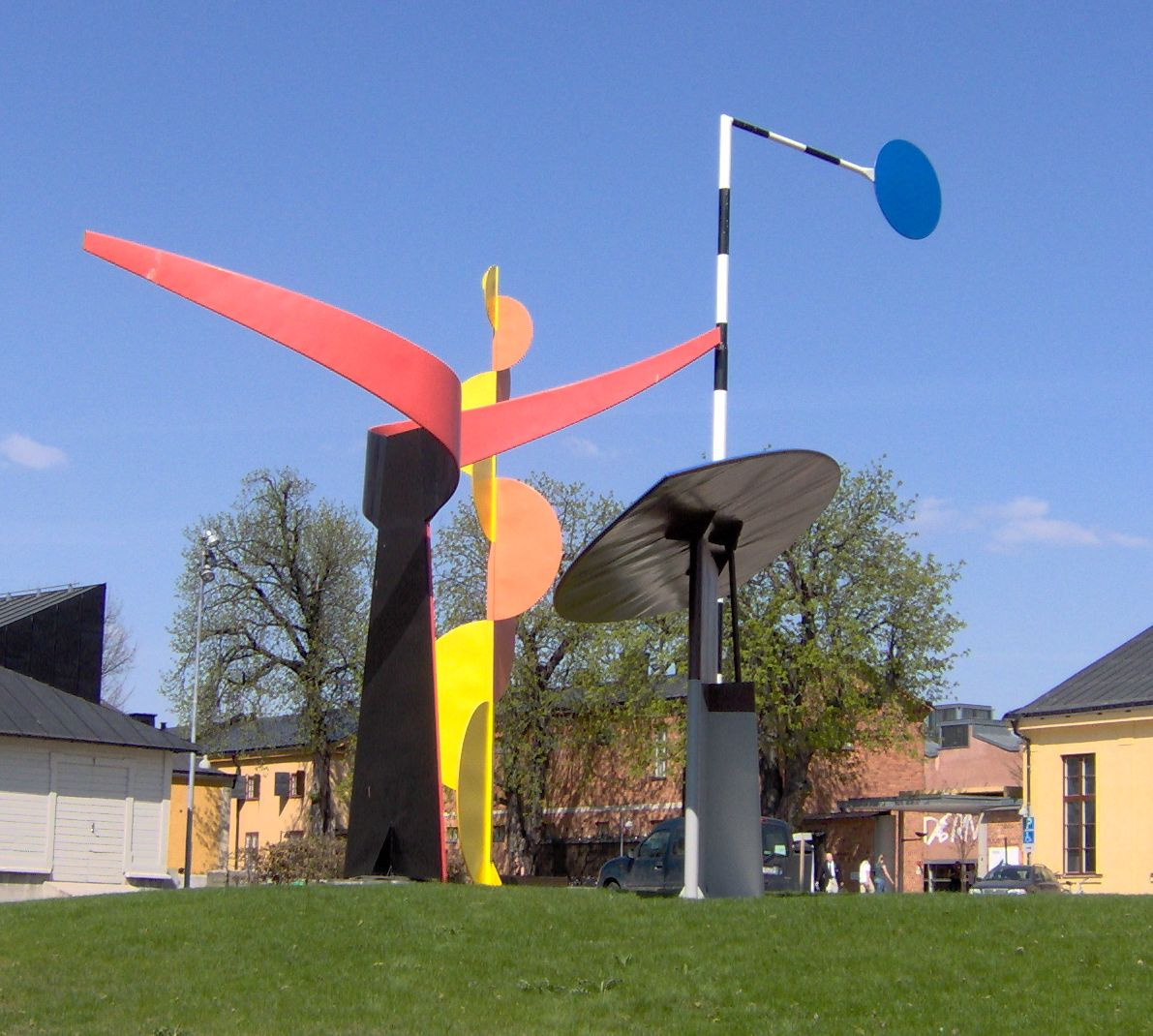
The Four Elements (1961) Moderna Museet in Stockholm
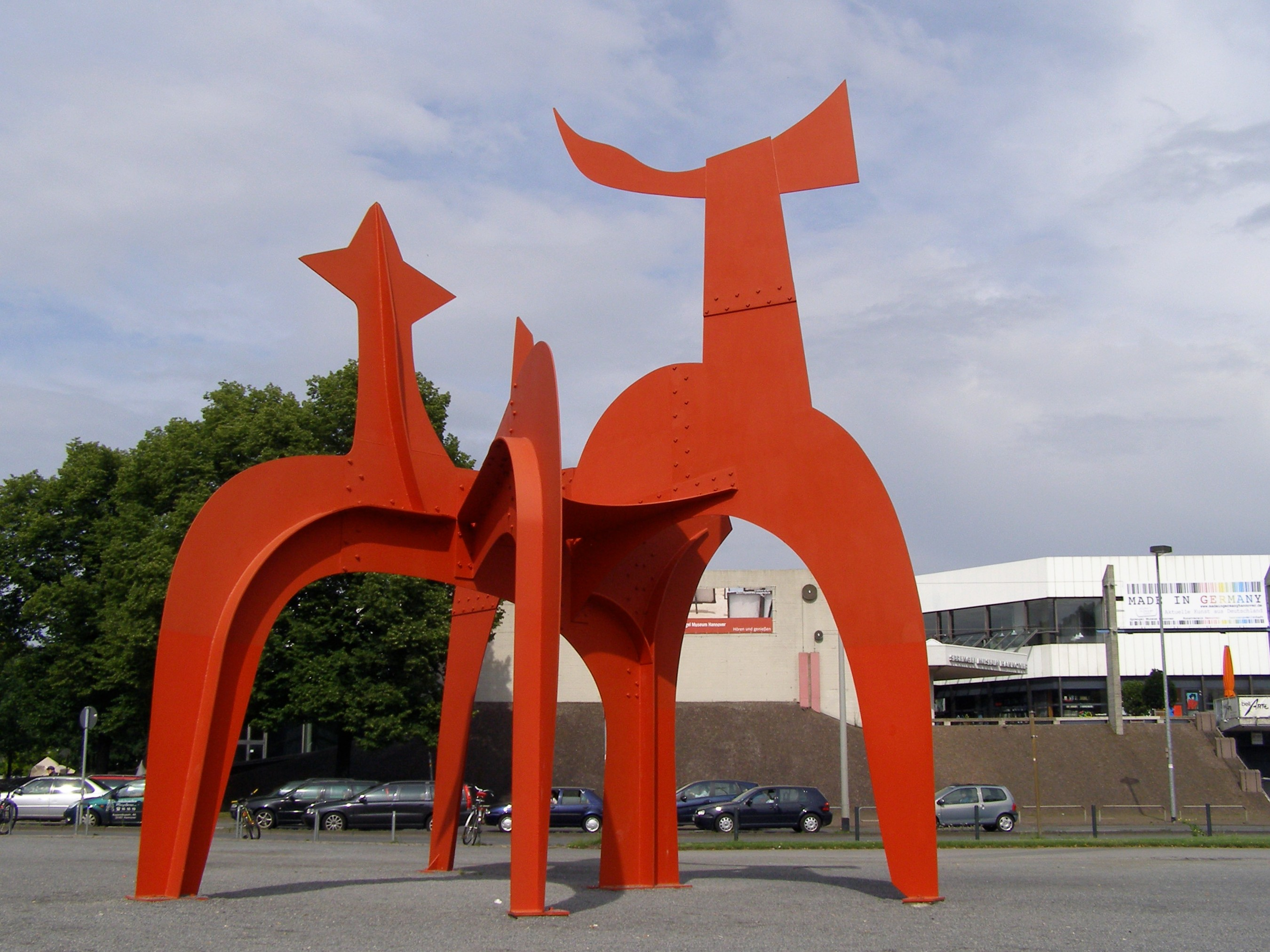
Le Halebardier (1971) Am Maschsee in Hannover
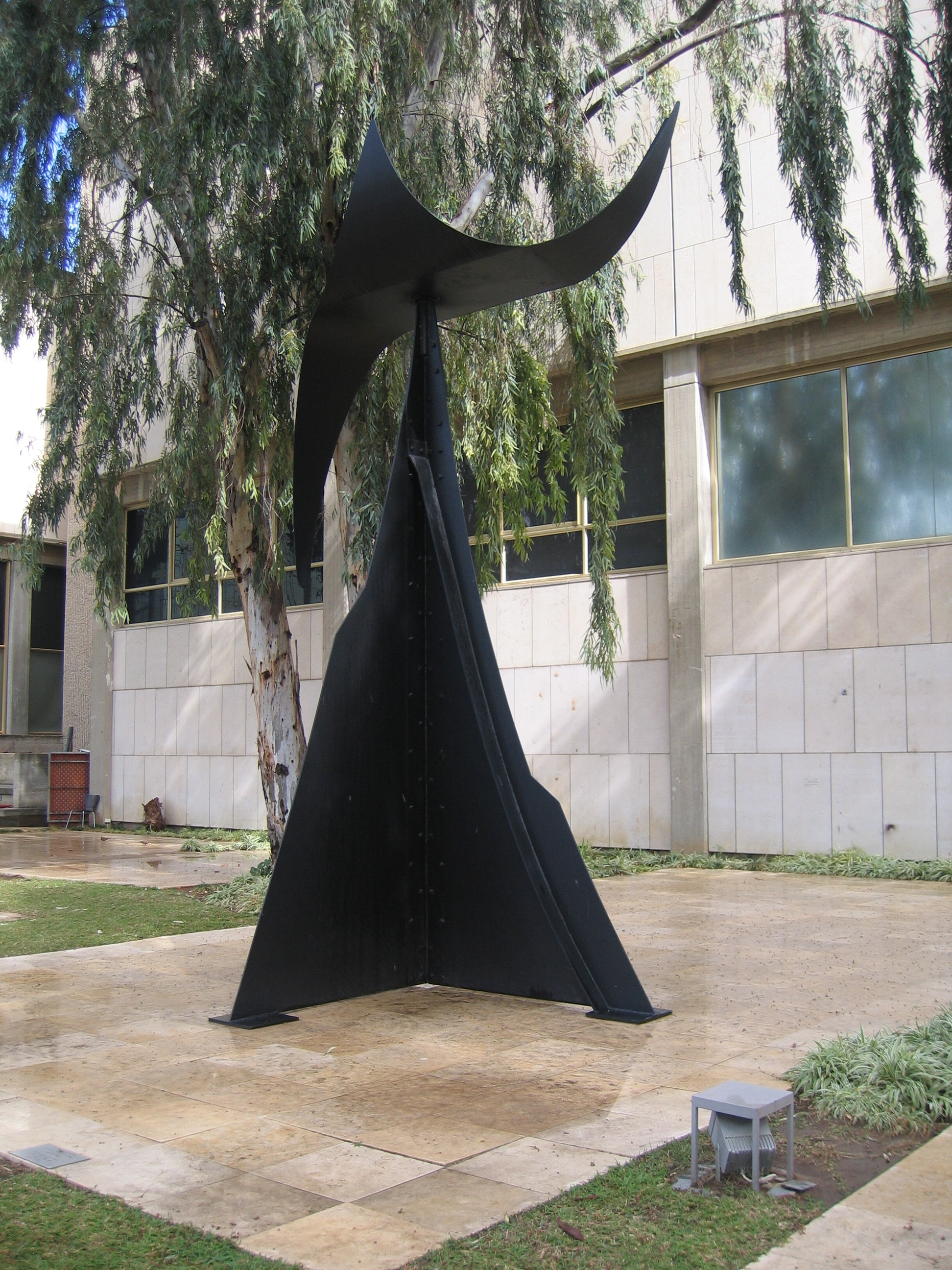
Feuille d’arbre (1974) Tel Aviv, Israel
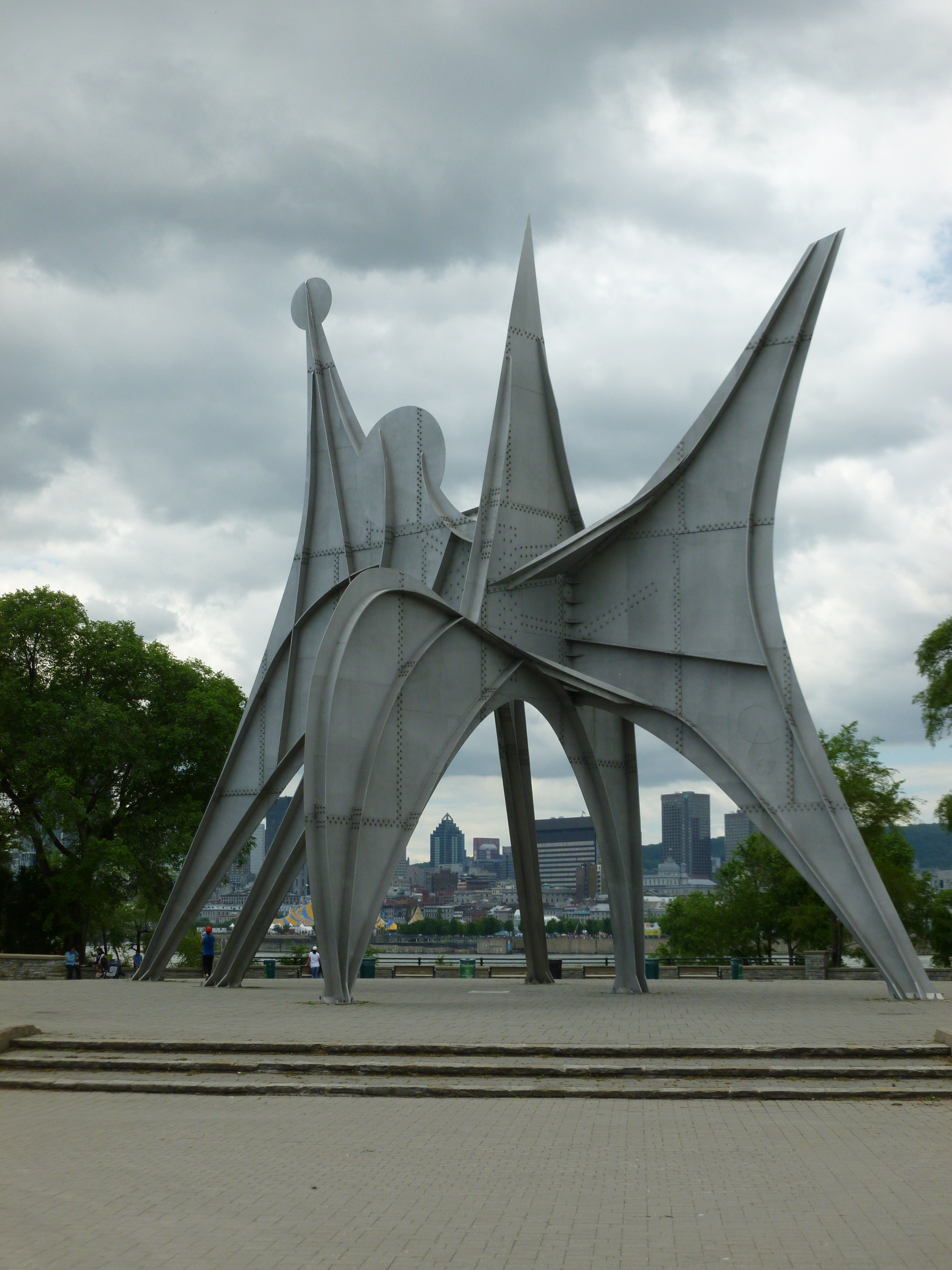
L'Homme (1967) Montréal, Kanada
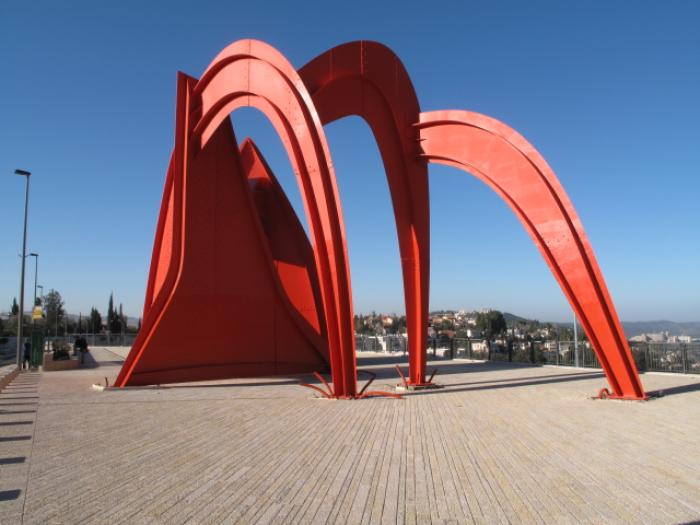
Homage to Jerusalem (1977) Herzlberg in Jerusalem, Israel